# Gympie Region
Koordinaten: 26° 11′ S, 152° 39′ O

Die Gympie Region ist ein lokales Verwaltungsgebiet (LGA) im australischen Bundesstaat Queensland. Das Gebiet ist 6884 km² groß und hat etwa 49.500 Einwohner.

## Geografie
Die Region liegt im Südosten des Staats an der Küste etwa 150 km nördlich der Hauptstadt Brisbane.
Größte Stadt und Verwaltungssitz der LGA ist Gympie mit etwa 18.000 Einwohnern. Zur Region gehören folgende Stadtteile und Ortschaften: Amamoor, Amamoor Creek, Anderleigh, Araluen, Banks Pocket, Barambah, Beenaam Valley, Bella Creek, Bells Bridge, Black Snake, Bollier, Boonara, Booubyjan, Brooloo, Calico Creek, Canina, Carters Ridge, Cedar Pocket, Chatsworth, Cinnabar, Coles Creek, Cooloola, Cooloola Cove, Coondoo, Corella, Crownthorpe, Curra, Dagun, Downsfield, East Deep Creek, Elgin Vale, Fishermans Pocket, Gilldora, Glanmire, Glastonbury, Glen Echo, Glenwood, Goomboorian, Goomeri, Goomeribong, Greens Creek, Gunalda, Gympie, Imbil, Inskip, Johnstown, Jones Hill, Kandanga, Kandanga Creek, Kanigan, Kia Ora, Kilkivan, Kinbombi, Kybong, Lagoon Pocket, Lake Borumba, Langshaw, Long Flat, Lower Wonga, Manumbar, Manyung, Marys Creek, Mcintosh Creek, Melawondi, Miva, Monkland, Mooloo, Mothar Mountain, Moy Pocket, Mudlo, Munna Creek, Nahrunda, Neerdie, Neusa Vale, North Deep Creek, Oakview, Pie Creek, Rainbow Beach, Ross Creek, Scotchy Pocket, Scrubby Creek, Sexton, Southside, Tamaree, Tandur, Tansey, The Dawn, The Palms, Theebine, Tin Can Bay, Toolara Forest, Traveston, Tuchekoi, Two Mile, Upper Glastonbury, Upper Kandanga, Veteran, Victory Heights, Wallu, Widgee, Widgee Crossing North, Widgee Crossing South, Wilsons Pocket, Windera, Wolvi, Woolooga, Woondum und Wrattens Forest.

## Geschichte
Die heutige Gympie Region entstand 2008 aus Cooloola und dem Kilkivan Shire sowie dem Süddrittel des Tiaro Shire. Das Cooloola Shire bestand bis 1993 noch aus der City of Gympie und dem Widgee Shire.

## Verwaltung
Der Gympie Regional Council hat neun Mitglieder. Der Mayor (Bürgermeister) und acht weitere Councillor werden von allen Bewohnern der Region gewählt. Die LGA ist nicht in Wahlbezirke unterteilt.